# Bons-en-Chablais

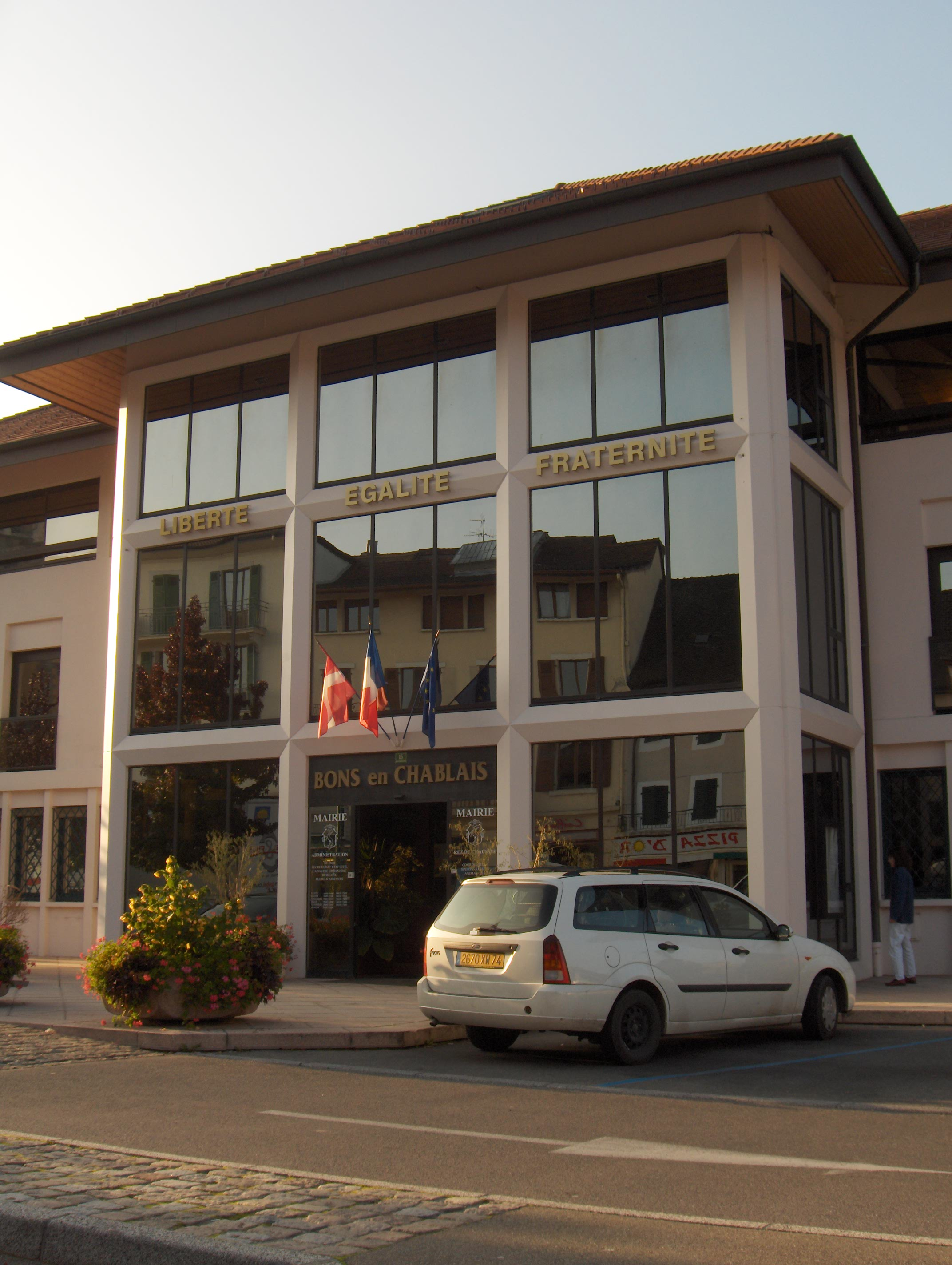
Ratusz, 2008

Bons-en-Chablais – miejscowość i gmina we Francji, w regionie Owernia-Rodan-Alpy, w departamencie Górna Sabaudia.
Według danych na rok 1990 gminę zamieszkiwało 3275 osób, a gęstość zaludnienia wynosiła 172 osoby/km² (wśród 2880 gmin regionu Rodan-Alpy Bons-en-Chablais plasuje się na 270. miejscu pod względem liczby ludności, natomiast pod względem powierzchni na miejscu 542.).